# Rudolf Schrumpf
Rudolf Schrumpf (Sankt Lorenzen im Mürztal (Stiermarken), 12 april 1939) is een Oostenrijks componist, dirigent, trombonist, tubaïst en muziekpedagoog.

## Levensloop
Schrumpf kreeg in jonge jaren vioollessen, later speelde hij flügelhoorn. In 1959 werd hij van het militair ingetogen naar het Feldjäger (Militair-politie) bataljon 17 in Straß in Steiermark. Van daaruit ging hij in 1959 lid van de Militärmusik des Militärkommandos Burgenland en speelde trombone, viool of slagwerk.
Vanaf 1965 studeerde hij tuba (hoofdvak), trombone en slagwerk aan de Universität für Musik und darstellende Kunst Wien in Wenen. In 1972 behaalde hij zijn diploma als tubaïst en een jaar later het diploma als Militärkapellmeister. Aansluiten werd hij verzet naar de Gardemusik Wien in Wenen. Van 1974 tot 31 mei 1978 was hij dirigent van de Militärmusik des Militärkommandos Niederösterreich in Sankt Pölten en aansluitend dirigent van de Militärmusik des Militärkommandos Burgenland in Eisenstadt. Met dit orkest maakte hij talrijke CD- en radio-opnames, maar ook concertoptredens in het buitenland, zoals in Praag, Boedapest, Zürich, Rome, Lourdes, Stuttgart, Kaiserslautern en Peking.
Op 31 maart 2003 ging hij met pensioen. Hij is docent voor tuba, trombone en slagwerk aan de Musikschule Eisenstadt en aan het Joseph-Haydn-Conservatorium in Eisenstadt, waar hij ook cursussen voor dirigenten geeft. 
Van 1970 tot 1992  en van 1997 tot 1998 was hij dirigent van de Burgenländische Trachtenkapelle Donnerskirchen en richtte de plaatselijke muziekschool op. Hij is ere-dirigent van de Trachtenkapelle Mörtschach. Hij is ook koorleider van het kerkkoor van de Barmherzigen Brüder in Eisenstadt. 
Als componist is hij vooral door zijn Reichensteiner Jägermesse, voor mannenkoor en hoorns (1979) bekend.
- Gemeinsame Normdatei: 134597613
- Virtual International Authority File: 79688569
- WorldCat: E39PBJh4xjrb8HjbhchqX7bGHC